# Augustus Phillips
Augustus Phillips (Rensselaer, 1º agosto 1874 – Londra, 29 settembre 1944) è stato un attore statunitense dell'epoca del muto.

## Biografia

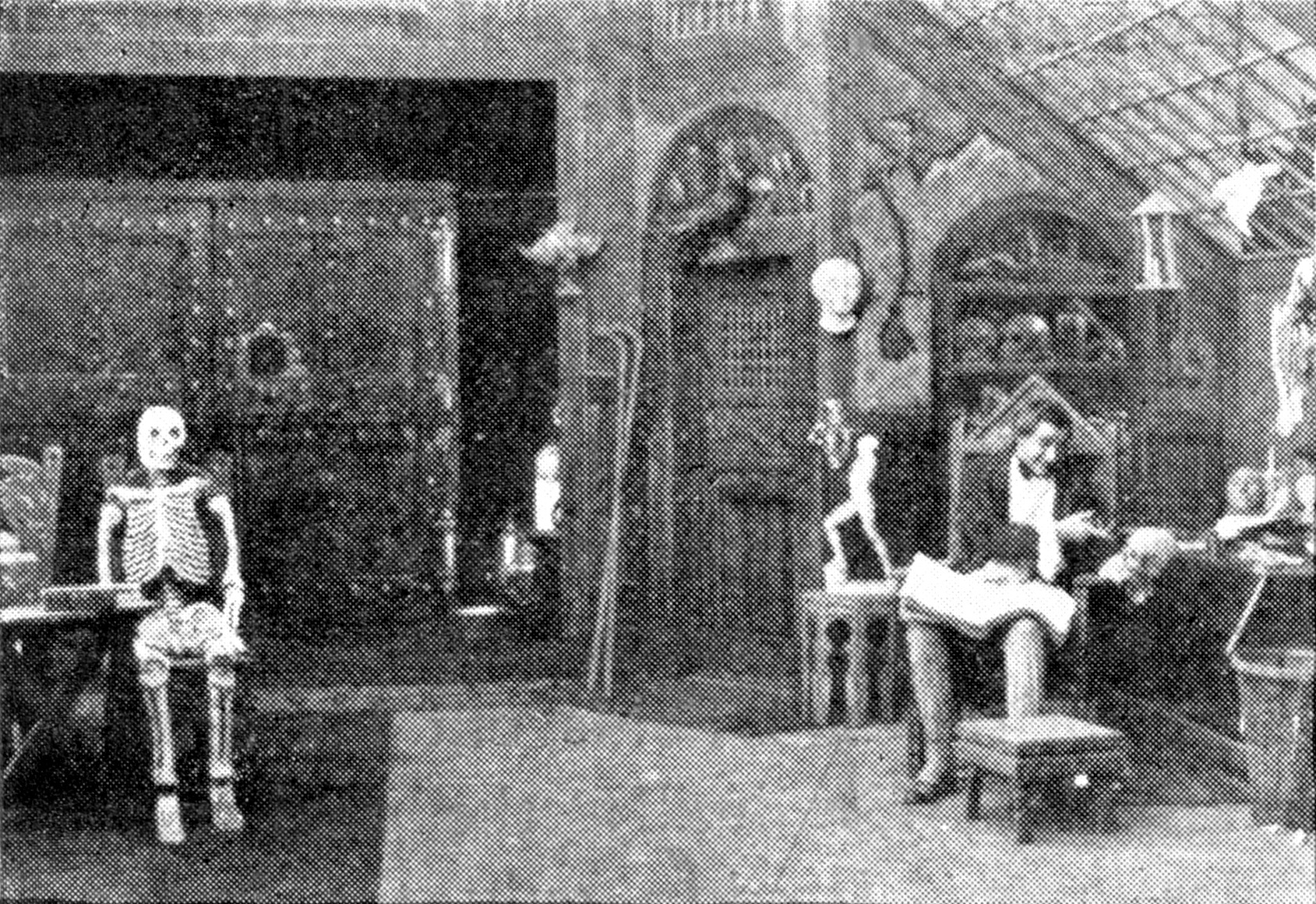
Augustus Phillips nel film Frankenstein (1910)

Nato nell'Indiana, a Rensselaer, nel 1874, lavorò per l'Edison dove fu uno dei nomi di punta dello studio. Tra le sue interpretazioni, va ricordata quella di Victor Frankenstein nell'omonimo film del 1910, un film che si credeva perso ma che, dopo essere stato venduto negli anni cinquanta a un collezionista che non ne comprese il valore, venne "scoperto" negli anni settanta. Nella sua carriera, Phillips girò circa centocinquanta film, cortometraggi a uno o più rulli come si usava all'epoca. La sua carriera durò per tutti gli anni dieci fino ai primi anni venti.
Augustus Phillips, morì a Londra, a causa di un tumore, all'età di settanta anni il 29 settembre 1944.

## Filmografia parziale
- Frankenstein, regia di J. Searle Dawley – cortometraggio (1910)
- Pigs Is Pigs – cortometraggio (1910)
- A Cowboy's Stratagem, regia di Bannister Merwin – cortometraggio (1912)
- Lost: Three Hours – cortometraggio (1912)
- Her Polished Family – cortometraggio (1912)
- Archibald Chubbs and the Widow – cortometraggio (1912)
- Charlie's Reform – cortometraggio (1912)
- Winnie's Dance (1912)
- The Insurgent Senator, regia di Bannister Merwin (1912)
- The Little Girl Next Door, regia di J. Searle Dawley (1912)
- Under False Colors, regia di Bannister Merwin (1912)
- A Proposal Under Difficulties, regia di C.J. Williams (1912)
- Like Knights of Old, regia di C. Jay Williams (1912)
- What Shall It Profit a Man?, regia di Bannister Merwin (1913)
- A Daughter of the Wilderness, regia di Walter Edwin – cortometraggio (1913)
- The Manicure Girl, regia di C. Jay Williams (1913)
- Within the Enemy's Lines (1913)
- The Haunted Bedroom – cortometraggio (1913)
- A Race to New York, regia di Charles J. Brabin (1913)
- United in Danger, regia di Ashley Miller – cortometraggio (1914)
- The Uncanny Mr. Gumble – cortometraggio (1914)
- How Bobby Called Her Bluff – cortometraggio (1914)
- How the Earth Was Carpeted, regia di Ashley Miller – cortometraggio (1914)
- The Adventure of the Extra Baby, regia di Charles M. Seay – cortometraggio (1914)
- All for His Sake, regia di Charles J. Brabin – cortometraggio (1914)
- The Drama of Heyville, regia di Ashley Miller – cortometraggio (1914)
- With the Eyes of Love, regia di George Lessey – cortometraggio (1914)
- Comedy and Tragedy, regia di Walter Edwin – cortometraggio (1914)
- The Double Shadow, regia di Preston Kendall – cortometraggio (1914)
- The Impersonator, regia di Charles H. France – cortometraggio (1914)
- A Question of Hats and Gowns – cortometraggio (1914)
- Andy Plays Cupid, regia di Charles H. France – cortometraggio (1914)
- Seraphina's Love Affair, regia di Charles M. Seay – cortometraggio (1914)
- The Southerners – cortometraggio (1914)
- Molly the Drummer Boy, regia di  George Lessey – cortometraggio (1914)
- The Two Doctors, regia di George Lessey – cortometraggio (1914)
- A Deal in Statuary, regia di Charles M. Seay – cortometraggio (1914)
- My Friend from India, regia di Harry Beaumont, Ashley Miller – cortometraggio (1914)
- The Birth of the Star Spangled Banner, regia di George A. Lessey – cortometraggio (1914)
- Hearts of the Forest, regia di Preston Kendall – cortometraggio (1914)
- A Summer Resort Idyll, regia di Charles M. Seay – cortometraggio (1914)
- The Letter That Never Came Out , regia di Charles Brabin – cortometraggio (1914)
- The Midnight Ride of Paul Revere, regia di Charles Brabin – cortometraggio (1914)
- A Question of Identity, regia di Charles Brabin – cortometraggio (1914)
- Who Goes There?, regia di Ashley Miller – cortometraggio (1914)
- Mr. Daly's Wedding Day, regia di Langdon West – cortometraggio (1914)
- The Magnate of Paradise (1914)
- Lena, regia di Charles M. Seay (1915)
- The Stone Heart, regia di John H. Collins (1915)
- The Girl Who Kept Books, regia di Ashley Miller (1915)
- From a Life of Crime (1915)
- In Spite of All, regia di Ashley Miller (1915)
- A Tragedy of the Rails, regia di John H. Collins (1915)
- An Unpaid Ransom (1915)
- The Idle Rich, regia di Charles Ransom (1915)
- With Bridges Burned, regia di Ashley Miller (1915)
- An Innocent Thief, regia di Charles M. Seay (1915)
- The Wrong Woman, regia di Richard Ridgely (1915)
- A Chip of the Old Block, regia di James W. Castle (1915)
- The Breaks of the Game, regia di Eugene Nowland (1915)
- Her Vocation, regia di James W. Castle (1915)
- June Friday, regia di Duncan McRae (1915)
- What Happened on the Barbuda, regia di Langdon West (1915)
- The Ploughshare, regia di John H. Collins (1915)
- The Truth About Helen, regia di Frank McGlynn Sr. (1915)
- A Child in Judgment, regia di Carlton S. King (1915)
- The Black Eagle (1915)
- The Ring of the Borgias, regia di Langdon West (1915)
- Roses of Memory, regia di Edward C. Taylor (1915)
- The Innocence of Ruth, regia di John H. Collins (1916)
- Thrown to the Lions, regia di Lucius Henderson (1916)
- Why Mrs. Kentworth Lied, regia di Matt Moore (1916)
- The Gates of Eden, regia di John H. Collins (1916)
- Blue Jeans, regia di John H. Collins (1917)
- Miss Robinson Crusoe, regia di Christy Cabanne (1917)
- Daybreak, regia di Albert Capellani (1918)
- Peggy Does Her Darndest, regia di George D. Baker (1919)
- Toby's Bow, regia di Harry Beaumont (1919)
- Scherzo tragico (The Grim Game), regia di Irvin Willat (1919)
- One Hour Before Dawn, regia di Henry King (1920)
- The Butterfly Man, regia di Ida May Park (1920)
- The Crimson Cross, regia di George Everett (1921)
- The Unknown Wife, regia di William Worthington (1921)